# Bertrand Bonello
Pour les articles homonymes, voir Bonello (homonymie).
Bertrand Bonello, né le 11 septembre 1968 à Nice, est un réalisateur, scénariste, producteur de cinéma, compositeur et acteur français.

## Biographie

### Jeunesse et débuts
Bertrand Bonello est né à Nice. Il étudie la musique très jeune et intensément. De formation classique, il joue néanmoins dans un groupe de rock.
Après son baccalauréat, il quitte Nice pour Paris.  Il devient rapidement musicien de studio, aux claviers.Il accompagne de nombreux artistes comme Carole Laure,  Françoise Hardy, Elliot Murphy, Gérald de Palmas ou Daniel Darc, mais  décide de changer d’horizon.
Cinq ans plus tard, sans s’éloigner de la musique (il continue à composer pour ses films), il se rapproche du cinéma. Mettant de côté de l'argent sur une importante tournée, il produit son premier court métrage, Qui je suis (1996), inspiré d'un poème autobiographique de Pier Paolo Pasolini.
Bertrand Bonello partage ensuite sa vie entre Paris et Montréal au Canada avec sa compagne chef opératrice, Josée Deshaies, originaire de ce pays. Ils ont une fille née à Cannes pendant le festival de 2003, Anna Mouchette Bonello. 
Il décide de se consacrer davantage au cinéma, auquel il s’est déjà essayé avec trois courts-métrages et deux documentaires.

### Révélation comme réalisateur (années 2000)

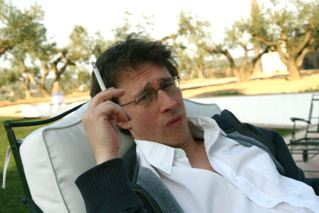
Bertrand Bonello en 2009.

Son premier long métrage, Quelque chose d'organique (1998), présenté au festival de Berlin dans la section Panorama, le place d’emblée dans la nouvelle génération des cinéastes cherchant à démêler l’écheveau de la relation charnelle et mentale.
Son second long-métrage Le Pornographe, avec Jean-Pierre Léaud, est présenté à la Semaine Internationale de la Critique au festival de Cannes 2001 et obtient le prestigieux prix de la FIPRESCI. Ce film évoque les relations père/fils, le métier de cinéaste et l’engagement politique.
Bertrand Bonello impose son univers singulier avec Tiresia en compétition officielle au Cannes en 2003.
En 2005, il présente, en sélection officielle à Cannes, le court-métrage, Cindy, The Doll Is Mine. Asia Argento y interprète un personnage inspiré de la photographe américaine Cindy Sherman. Par ailleurs, il continue la musique, son album My New Picture sort en juin 2007. Il en tirera un film du même nom, présenté au festival de Locarno.
En 2008, sort De la guerre, fiction dans laquelle l’autobiographie est mêlée à une fiction très libre, présentée à la Quinzaine des réalisateurs la même année.
Lors du Festival de Cannes 2009, il est membre du jury de la section Cinéfondation et courts-métrages.
En 2010, il présente son court-métrage Where the Boys Are à Locarno.

### Consécration (années 2010)
En 2011, sort le film L'Apollonide : Souvenirs de la maison close. Une fiction osée sur une maison close, avec une distribution prestigieuse pour un budget limité, acclamée par la presse, en compétition officielle au Festival de Cannes 2011. Il obtient huit nominations aux César.
En 2012, il préside le jury de la semaine de la critique.
2014 fut l'année phare du cinéaste. Après le succès de L'Apollonide, Bonello est chargé par les frères producteurs Éric et Nicolas Altmayer de réaliser un film biographique sur le célèbre couturier Yves Saint Laurent. Saint Laurent sort en 2014, avec Gaspard Ulliel dans le rôle-titre. Bertrand Bonello a voulu montrer ce que « cela coûtait au couturier d'être Yves Saint Laurent tous les jours », entre création, dépression et déboires de la vie privée. Le film est sélectionné au Festival de Cannes. Le film est le meilleur résultat de Bonello au box-office avec 350 000 entrées, en sachant qu'il fut distancé par le biopic concurrent de Jalil Lespert, Yves Saint Laurent. Le film est sélectionné pour représenter la France à l'Oscar du meilleur film en langue étrangère aux Oscars en 2015, mais n'est pas nommé. Néanmoins, le film totalise 10 nominations aux César 2015, dont celui du meilleur film et meilleur réalisateur.
Bertrand Bonello ne laisse pas tomber sa grande passion pour la musique. Il sort en 2014 son troisième album, Accidents (Nuun Records), album quasi instrumental, entre le classique et les synthétiseurs. Il organise également une exposition au Centre Beaubourg. Et un livre est édité, Films Fantômes, sur ses projets inaboutis. Et pour achever l'année, il est membre du jury du festival de cinéma de Marrakech.
En août 2016, sort Nocturama. Bertrand Bonello avait envisagé d'intituler le film Paris est une fête, du nom du roman d'Hemingway. Ce film, dont certains acteurs sont des non-professionnels, traite de la jeunesse à la dérive et du terrorisme. En raison du contexte sensible, le film n'est pas sélectionné au Festival de Cannes 2016, et connaît un accueil polémique. Pour ce film, il revendique l'influence majeure de Glamorama de Bret Easton Ellis.
Lors du Festival de Cannes 2018, il préside le jury de la section Cinéfondation et courts-métrages.
L'année suivante, il présente à la Quinzaine des réalisateurs son nouveau projet : Zombi Child, un film de zombies se déroulant à Haïti, un film dont le sujet premier est une évocation de l'esclavage à travers la figure originelle du zombie.

### Années 2020
En juillet 2020, il retravaille les dernières minutes de son film Nocturama comme une lettre à sa fille dans un court-métrage intitulé Où en êtes-vous ? (Numéro 2), qu'il réalise pour la Fondation Prada pendant le confinement lié au COVID-19,.
Du 3 au 12 septembre 2021, il est membre du jury de la 47e édition du Festival du cinéma américain de Deauville présidé par Charlotte Gainsbourg.
En janvier 2021, il préside le jury de la compétition officielle du Festival international du film fantastique de Gérardmer.
En février 2022, son dixième long-métrage, Coma, est présenté en compétition dans la section « Encounters » au Festival de Berlin 2022, et obtient le prix de la FIPRESCI. Coma est un film hybride de prise de vues réelles et d'animation et raconte l'histoire d'une jeune fille qui navigue entre rêves et réalité pendant une crise sanitaire mondiale. Le film est inspiré par Anna, la fille de Bonello, alors âgée de 18 ans, et lui est dédié,. Bonello tourne pour la deuxième fois avec Gaspard Ulliel et Louis Garrel après Saint Laurent en 2014, et pour la deuxième fois avec Louise Labèque après Zombi Child en 2019. C'est le dernier film tourné par Gaspard Ulliel avant de mourir - il a terminé le tournage en décembre 2021, un mois avant sa mort,. La même année, Bonello coécrit le scénario du film Le Barrage, réalisé par Ali Cherri.
En 2023 est présenté à la Mostra de Venise son film La Bête, avec Léa Seydoux et George MacKay.
Début 2024, il met en scène un spectacle intitulé Transfiguré, axé sur la figure et la musique d'Arnold Schoenberg.

## Engagements
Il est coprésident de la SRF de 2018 à 2020. Ainsi que coprésident du BLOC en 2020.
En juillet 2018, Bonello a soutenu la pétition de la Société des réalisateurs de films pour protéger le réalisateur ukrainien en prison, Oleh Sentsov.
Il est membre du collectif 50/50 qui a pour but de promouvoir l’égalité des femmes et des hommes et la diversité dans le cinéma et l’audiovisuel,.
En mars 2021, il a signé la tribune de la Société des réalisateurs de films (SRF) intitulée « Un jour sans fin », demandant au Président Emmanuel Macron la réouverture des salles de cinéma en France à la suite d'une décision de fermeture en 2020, en raison de la pandémie de COVID-19.
En octobre 2022, Bonello est l'une des nombreuses personnalités du cinéma français qui ont signé une lettre ouverte soutenant la révolte des femmes en Iran qui manifestent au péril de leur vie depuis la mort de Mahsa Amini, 22 ans, après son arrestation pour infraction au code vestimentaire strict de la République islamique qui oblige les femmes à porter le voile.

## Filmographie

### Réalisateur

#### Courts métrages
- 1996 : Qui je suis d’après Pier Paolo Pasolini, avec des dessins de Jean-Charles Blais
- 2002 : The Adventures of James and David
- 2005 : Cindy: The Doll Is Mine
- 2007 : My New Picture (court-métrage musical)
- 2010 : Where the Boys Are
- 2014 : "Où en êtes-vous ?"
- 2016 : Sarah Winchester, opéra fantôme
- 2020 : "Où en êtes-vous #2"

#### Longs métrages
- 1998 : Quelque chose d'organique
- 2001 : Le Pornographe
- 2003 : Tiresia
- 2008 : De la guerre
- 2011 : L'Apollonide : Souvenirs de la maison close
- 2012 : Ingrid Caven, musique et voix (documentaire)
- 2014 : Saint Laurent
- 2016 : Nocturama
- 2019 : Zombi Child
- 2022 : Coma
- 2023 : La Bête

En plus de la mise en scène, Bonello scénarise tous ses films ; il en compose également la musique (sauf Tiresia).

### Acteur
- 2006 : On ne devrait pas exister de HPG
- 2011 : L'Apollonide : Souvenirs de la maison close : un valet qui apprête Madeleine
- 2014 : Saint Laurent de lui-même : un journaliste de Libération
- 2015 : Le Dos rouge d'Antoine Barraud : Bertrand
- 2021 : Titane de Julia Ducournau : Le père d'Alexia
- 2023 : Le Corps du délit de Léolo Victor-Pujebet

## Discographie
- 1998 : Quelque chose d'organique (sous le pseudonyme de Laurie Markovitch)
- 2006 : Oblique Stratégies
- 2007 : My New Picture
- 2008 : I Want You (avec le collectif The Wantones)
- 2014 : Accidents[25]

## Mise en scène
- Bertrand Bonello devait mettre en scène Don Carlos de Verdi pour l'Opéra Bastille à l'automne 2017[26]. Mais il fut renvoyé[27].

## Distinctions
- Le Pornographe
  - Sélectionné à la Semaine de la critique au Festival de Cannes 2001.
  - Prix FIPRESCI du Festival de Cannes, catégorie sélection parallèle
- Tiresia
  - Sélectionné en compétition officielle au Festival de Cannes 2003
- L'Apollonide : Souvenirs de la maison close
  - Nommé au César de la meilleure musique à la 37e cérémonie des César
  - Sélectionné en compétition officielle au Festival de Cannes 2011
- Saint Laurent
  - Sélectionné en compétition officielle au Festival de Cannes 2014.
  - Sélectionné pour représenter la France à l'Oscar du meilleur film en langue étrangère à la 87e cérémonie des Oscars. N'est pas nommé.
  - Nommé aux Prix Lumières du meilleur film et du meilleur réalisateur à la 20e cérémonie.
  - Nommé au César du meilleur film et du meilleur réalisateur à la 40e cérémonie des César.
- Nocturama
  - Nommé aux Prix Lumières du meilleur film et du meilleur réalisateur à la 22e cérémonie[28].
- Zombi Child
  - Sélectionné à la Quinzaine des réalisateurs au Festival de Cannes 2019[29].
- Coma
  - Sélectionné en compétition dans la section « Encounters » au Festival de Berlin 2022[14],[15].
  - Prix FIPRESCI du Festival de Berlin 2022[16]